# 虫の音
虫の音（むしのね）とは虫の鳴き声のことである。虫を飼ってその鳴き声を楽しむ文化は古代ギリシャまで遡ることができ、ヨーロッパやアジアなど世界各地で見られる。
日本では、1978年のベストセラー本の影響で「日本人には虫の声が聞こえ、外国人には雑音として聞こえる」という神話が広く浸透し、専門家から否定された後も繰り返しメディアに取り上げられている。
この項では、セミやコオロギ、キリギリスなどの昆虫の成虫が同種個体間でのコミュニケーションのために発する音、ならびにそれら虫の音を聞き分け、季節や情緒を感じ、鑑賞する文化についても述べる。

## 鳴く虫の種類
よく知られる鳴く虫の種類として、コオロギ・キリギリスの仲間（バッタ目）と、セミの仲間がいる。種類によって鳴き声に特徴があり、昼に鳴くものと夜に鳴くものがいる。人間の可聴域は20 - 20000Hzの周波数帯域であり、一部の昆虫は非常に高周波で鳴くため人間の耳にはほとんど聞こえない。約10,000Hz前後の高周波の鳴き声は、人間にはジーッというノイズに感じる。年をとると高い音が聞こえにくくなるが、低いカンタンの声は高齢者にも聞きやすい。
日本には良い声の多様な鳴く虫が生息し、どの県でも90 - 100種の鳴く虫がいる。音を出すキリギリス類は129種、コオロギ類は110種が知られる。

## 虫が鳴く目的

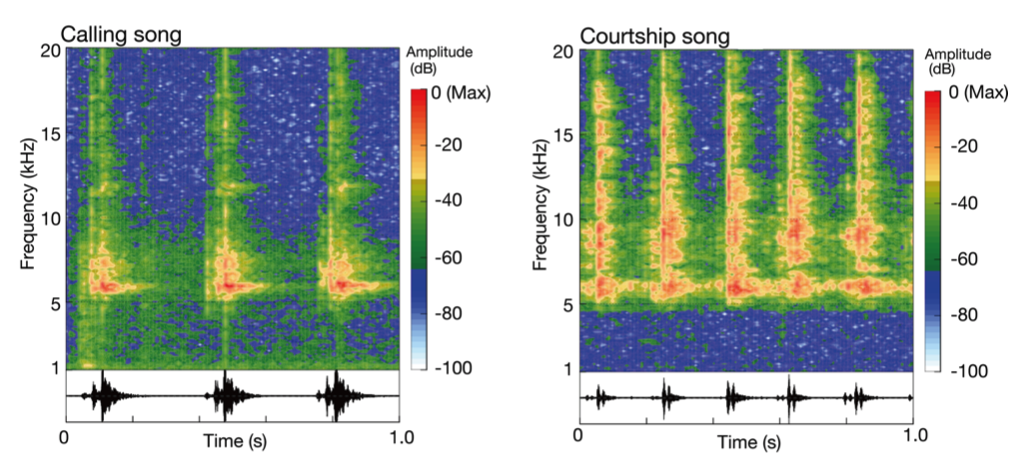
フタホシコオロギの誘因歌（左）と求愛歌（右）の周波数スペクトル

オスが鳴くことが多く、メスを引き付けて繁殖することを主な目的とする。他にセミが鳴く目的には、「仲間を呼び寄せ、大きな音にすることで外敵に狙われにくくする」、「危険を仲間に知らせる」などがあり、コオロギには「縄張りを知らせる」、「喧嘩の際の威嚇」などがある。

## 虫が鳴く仕組み
羽などをこすり合わせる、音を共鳴させる、体を振動させる、外骨格を打ち付けるなど、様々な方法で鳴き声が作られている。
セミは、オスの腹部に発音膜という鳴き声を出すためだけの器官があり、その発音膜を筋肉でふるわせて音を出し、腹部の空っぽの空間で音を共鳴させて大きくする。鳴き声の周波数は2,000 - 9,000Hzと言われ、ほとんどが10,000Hzを下回る。ウンカはセミと同様の発音器を持ち、腹部の振動で乗っている草を振動させて交信するが、人間の耳には聞こえない。
コオロギ・キリギリスの仲間は羽同士または羽と肢をこすりあわせて鳴き声を出す。羽の一方にはヤスリ状のギザギザがついており、もう一方にはとがったツメがあり、ツメをギザギザにこすりつけることで、羽全体が振動して音がでる。鳴く時は羽を立てるので、腹部と羽との間に大きな空間ができ、音が共鳴して大きくなる。鳴き声の周波数はカンタンが約2,000Hz、スズムシは4,500Hz、他のコオロギ類は4,000 - 5,000Hz、キリギリスは9,500Hz、クサキリやクビキリギスなどは10,000Hz以上と言われている。

## 日本の鳴く虫文化

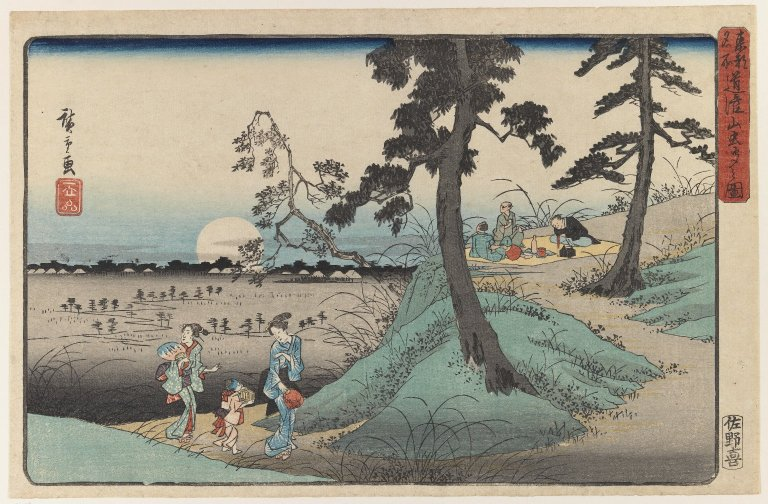
江戸時代の虫聞きの名所・道灌山（江戸自慢三十六興、歌川広重）

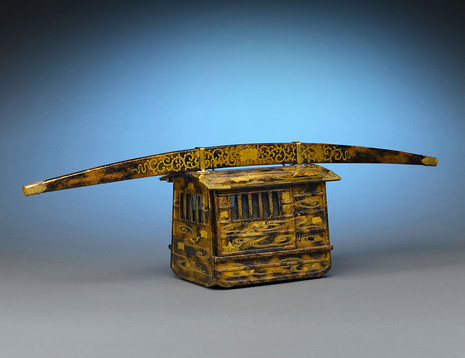
駕籠（かご）型の虫籠、1850年頃

万葉集（8世紀後半、奈良時代）にはコオロギの歌が7首ある。11世紀末（平安時代）ごろから、鳴く虫を採り宮中へ献上する「虫撰（むしえらみ）」が始まり、捕らえた虫を庭に放して声を楽しむ「野放ち」や、野に出て鳴き声を聴く「虫聞き」などが行われた。『源氏物語』（1008年）には採ってきたスズムシやマツムシの鳴き声を楽しむ様子が書かれている。
江戸時代になると、貴族や大名の鳴く虫を楽しむ文化が庶民にも広がり、日本各地の虫聴きの名所に人が集まるようになる。飼育技術も進歩し、江戸時代の中期には竹細工の虫かごに入れたキリギリス、マツムシ、スズムシ、クツワムシ、セミなどが「虫売り」たちによって庶民に売られるようになった。18世紀後半から19世紀前半に越冬中の卵を暖め早く孵化させる促成法が確立し、早期に出荷することで高値で取引された。やがて江戸の鳴く虫文化は全国に広がり、各地の虫たちは流通網にのって移動し、お盆が来れば野外に放された。日本の鳴く虫文化は明治、大正、戦前の昭和初期まで続き、近代化とともに衰退していく。しかし、依然として愛好家は多く、各地で鳴く虫を題材にしたイベントが行われている。

### 季節
- 気象庁は、植物の開花日や動物の初見日・初鳴日を記録する生物季節観測を行なっている。全国で観測する規定種目には、アブラゼミ、ヒグラシの初鳴日が含まれている[35]。また、地域ごとに観測する選択種目には、ハルゼミ、エンマコオロギ、ツクツクボウシ、ミンミンゼミ、ニイニイゼミ、クマゼミ、クサゼミの初鳴日が含まれている[36]。
- 七十二候では、「寒蝉鳴(ひぐらしなく）」は 立秋の次候であり、8月13日から8月17日ごろである[37]。「蟋蟀在戸（きりぎりすとにあり）」は 寒露の末候であり、10月18日から10月22日ごろである[37]。
- 「虫の音」は秋の季語である[1]。
- セミは夏の季節と関連付けられている[38]。多くの日本人にとって、セミの最初の鳴き声が聞こえるまで、夏は正式に始まっていない[39]。ラフカディオ・ハーンによると、ツクツクボウシの鳴き声は夏の終わりを示すと言われている[40]。

### 聞きなし
動物の鳴き声を、人の言葉に当てはめて聞くことを聞きなしと言う。
- バッタ目（直翅目）
  - コオロギのうち、エンマコオロギは「コロリーコロコロリー」[43] 「コロコロリー」[44]と鳴く。
  - スズムシは「リ゛ーー・リーーン・リーーン・リーーン」[43]「リーン・リーーン」[44]。
  - マツムシは「チン・チロン」[43]「チッチルルッ」[44]。
  - ツユムシは「ピチッ・ピチッ・ピッピピチッ」[43] 「ピチッ・ピチッ」[44]。
  - キリギリスのうち、ニシキリギリスは「ギーース、ギーース、チョン！」[43] 「ギーッ！」を繰り返して[44]鳴く。
  - クツワムシは「ガチャガチャガチャ」[43]、「ガチャガチャ・・・」[45] と鳴く。
  - ウマオイのうち、ハタケノウマオイは「シッーチョ・シッーチョ」[43]「スイッチョ・スイッチョ」[44]と鳴く。ウマオイという名は、ハヤシノウマオイの鳴き声「スィーーーッ・チョン」が馬を御する馬子のかけ声に似ていることから名づけられた[14]。

- セミ類
  - アブラゼミは「ジリジリジリジリジリ……」[44]「ジッジッジ・・・」[45]と鳴く。
  - クマゼミは「ワシワシワシ……」[44]「シャンシャンシャン・・・」[45]と鳴く。
  - ミンミンゼミは「ミーンミンミンミンミー」[44]「ミーン、ミンミンミン、ミー」[45]。
  - ニイニイゼミは「チィーーーー」[44]「チッチッチ」[45]。
  - ヒグラシは「カナカナカナ……」[44]「カナカナカナ・・・」[45]。
  - ツクツクボウシは「オーシ・ツクツク・オーシ」[44]「ツクツクオーシ」[45]と鳴く。

### 音楽

#### セミ類
- 胡弓楽「蝉の曲」（1896頃）[13]。
- 福田蘭童（1905 - 1976）の尺八独奏曲「深山ひぐらし」[13]。
- 團伊玖磨（1929 - 2001）の歌曲「ひぐらし」[13]。
- 中田喜直の童謡「せみのうた」「夕方のおかあさん」、歌曲「蝉」[13]。

#### バッタ目
- 福田蘭童（1905 - 1976）の尺八独奏曲「蟲月夜」は、コオロギの鳴く音を模す[13]。
- 多田武彦（1930 -）男声合唱曲「木下杢太郎の詩から」第2曲「こおろぎ」[13]。
- 新実徳英（1947- ）合唱曲集「白いうた青いうた」の「はたおりむし」、作詞は谷川雁[13]。
- 長唄「秋の色種」の「虫の合い方」は、三味線でマツムシの鳴き声を模す[13]。
- 箏曲「虫の武蔵野」「さむしろ」「秋の言葉」「紀の路の奥 四季の段」 「八重衣」「萩の露」「虫の音」で秋の虫が唄われる[11]。
- 青森・八戸市（旧下長苗代村）の「粉挽唄」。そばを石うすでひく時の作業唄で、キリギリスがでてくる[46]。
- 長野・信濃町（旧古間村）の酒盛り唄「古間甚句」。豊かに実った田の状況が歌われ、マツムシがでてくる[46]。
- 文部省唱歌の「蟲のこゑ（虫のこえ）」は、マツムシ、スズムシ、コオロギ（古語においてはキリギリス）、ウマオイ、クツワムシの音色をいわゆる「聞きなし」により表している[47]。少年唱歌「虫の楽隊」、言文一致唱歌「むし」も同趣向の曲である[13]。

### 文学、演劇、映像

#### 和歌
きりぎりすは、松虫や鈴虫などとは異なり、「きりぎりす」という名称をそのまま掛詞にすることが難しく、その鳴き声の擬音語である「つづりさせ」に「綴り刺す」をかけて詠まれることがある。古今和歌集に六例、後撰集に二例のみで拾遺集には一例もない、これを始発と呼ぶ。きりぎりすが再び詠まれ出すのは転換期とされる。この後「きりぎりす」詠は、最も充実した発展期を迎える。その後は新古今時代読みぶりが継承されている。

##### 万葉集
- [歌番号]08/1552
  - [原文]暮月夜 心毛思努尓 白露乃 置此庭尓 蟋蟀鳴毛
  - [訓読]夕月夜心もしのに白露の置くこの庭にこほろぎ鳴くも

- [歌番号]10/2158
  - [原文]秋風之 寒吹奈倍 吾屋前之 淺茅之本尓 蟋蟀鳴毛
  - [訓読]秋風の寒く吹くなへ我が宿の浅茅が本にこほろぎ鳴くも
- [歌番号]10/2159
  - [原文]影草乃 生有屋外之 暮陰尓 鳴蟋蟀者 雖聞不足可聞
  - [訓読]蔭草の生ひたる宿の夕影に鳴くこほろぎは聞けど飽かぬかも
- [歌番号]10/2160
  - [原文]庭草尓 村雨落而 蟋蟀之 鳴音聞者 秋付尓家里
  - [訓読]庭草に村雨降りてこほろぎの鳴く声聞けば秋づきにけり
- [歌番号]10/2264
  - [原文]蟋蟀之 待歡 秋夜乎 寐驗無 枕与吾者
  - [訓読]こほろぎの待ち喜ぶる秋の夜を寝る験なし枕と我れは
- [歌番号]10/2271
  - [原文]草深三 蟋多 鳴屋前 芽子見公者 何時来益牟
  - [訓読]草深みこほろぎさはに鳴くやどの萩見に君はいつか来まさむ
- [歌番号]10/2310
  - [原文]蟋蟀之 吾床隔尓 鳴乍本名 起居管 君尓戀尓 宿不勝尓
  - [訓読]こほろぎの我が床の辺に鳴きつつもとな起き居つつ君に恋ふるに寐ねかてなくに

- [歌番号]15/3617
  - [原文]伊波婆之流 多伎毛登杼呂尓 鳴蝉乃 許恵乎之伎氣婆 京師之於毛保由
  - [訓読]石走る瀧もとどろに鳴く蝉の声をし聞けば都し思ほゆ

##### 古今和歌集
- 00200
  - [詞書]題しらす/よみ人しらす
  - 君しのふ草にやつるるふるさとは松虫のねそかなしかりける
- 00201
  - [詞書]題しらす/よみ人しらす
  - 秋ののに道もまとひぬ松虫のこゑする方にやとやからまし
- 00202
  - [詞書]題しらす/よみ人しらす
  - あきののに人松虫のこゑすなり我かとゆきていさとふらはむ
- 00203
  - [詞書]題しらす/よみ人しらす
  - もみちはのちりてつもれるわかやとに誰を松虫ここらなくらむ

##### 後撰和歌集
- 00251
  - [詞書]題しらす/よみ人しらす
  - 松虫のはつこゑさそふ秋風はおとは山よりふきそめにけり
- 00255
  - [詞書]題しらす/つらゆき
  - ひくらしのこゑきくからに松虫の名にのみ人を思ふころかな
- 00259
  - [詞書]題しらす/つらゆき
  - こむといひしほとやすきぬる秋ののに誰松虫そこゑのかなしき
- 00260
  - [詞書]題しらす/つらゆき
  - 秋ののにきやとる人もおもほえすたれを松虫ここらなくらん
- 00261
  - [詞書]題しらす/つらゆき
  - あき風のややふきしけはのをさむみわひしき声に松虫そ鳴く

- 00339
  - [詞書]題しらす/よみ人も
  - をみなへし草むらことにむれたつは誰松虫の声に迷ふそ
- 00346
  - [詞書]題しらす/よみ人も
  - をみなへし色にもあるかな松虫をもとにやとして誰をまつらん

##### 拾遺和歌集
- 00181
  - [詞書]題しらす/よみ人しらす
  - 契りけん程や過きぬる秋ののに人松虫の声のたえせぬ
- 00205
  - [詞書]題しらす/よみ人しらす
  - とふ人も今はあらしの山かせに人松虫のこゑそかなしき

- 00295
  - [詞書]廉義公家にて人人にうたよませ侍りけるに、く、むらのなかのよるのむしといふ題を/平兼盛
  - ちとせとそ草むらことにきこゆなるこや松虫のこゑにはあるらん

#### 俳句
- 松尾芭蕉（1644 - 1694）の俳句「 閑さや岩にしみ入る蝉の声」。この「蝉」について、斎藤茂吉はアブラゼミだとし、小宮豊隆はニイニイゼミだとして論争になったが、この句が詠まれた季節に山形ではアブラゼミが鳴かないことからニイニイゼミ説で決着した[49]。
- 小林一茶（1763 - 1828）の俳句「月さすや虫も鈴ふるいなり山」「こおろぎのころころ一人笑ひ哉」などに、鳴く虫が描かれる[28]。

#### 小説、随筆
- 源氏物語（1008年）の「鈴虫の巻」「賢木の巻」「 手習の巻」に、鳴く虫を楽しむ様子が描かれている。
- ラフカディオ・ハーン（小泉八雲）（1850 - 1904）の随筆『虫の音楽家』（1897年）には、日本の虫売りの歴史や鳴く虫12種の値段が記録されている[33][28]。『草ひばり』では、自身が飼っていた草ひばり（クサヒバリ科の小型のコオロギ）を亡くした悲しみが描かれる[33][50]。

- 岡本綺堂（1872 - 1939）の小説『半七捕物帳』に、虫売り、キリギリス、マツムシ、スズムシ、草ひばりが登場する。
- 北杜夫（1927 - 2011）のエッセイ『どくとるマンボウ昆虫記』には、鳴く虫を飼育する様子が描かれる[28]
- 宮部みゆき(1960 - )の小説『夢にも思わない』は、近所の庭園で開かれる虫聞きの会で事件が起きる[51]。

#### 演劇、映像
- 能楽『松虫』は、古今和歌集仮名序の「松虫の音に友を偲び」や[52]、古今和歌集詠み人知らずの「あきののに人松虫のこゑすなり我かとゆきていさとふらはむ」などがモチーフとなっている。松虫の「松」が「待つ」を連想させるとされ[53]、詞章には「きりはたりちよう。つづりさせてふ蟋蟀（きりぎりす）茅蜩（ひぐらし）」[54]等、虫の音の表現がある。また白居易の「酒功賛」の引用や、男色の解釈も見られる[55][56][57][58]。
- 日本舞踊（京舞）『虫の音』は、能楽の「松虫」に拠るもので、井上流を代表する作品のひとつ[59]。
- 狂言『月見座頭』は、中秋名月の夜、座頭が虫聴きをするため野辺に出かける[13]。
- 映画『たそがれ清兵衛』（1988年、山田洋次監督）では、清兵衛が内職に虫かごを作っている[33]。

### 絵画

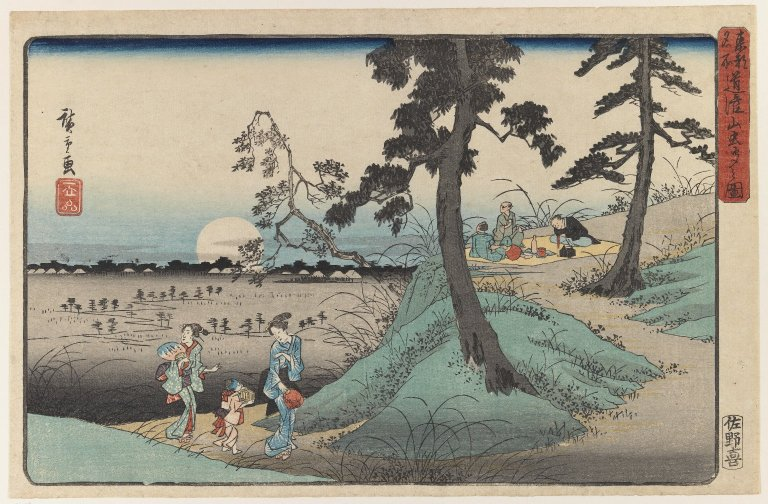
江戸自慢三十六興 道灌山虫聞之図（歌川広重）
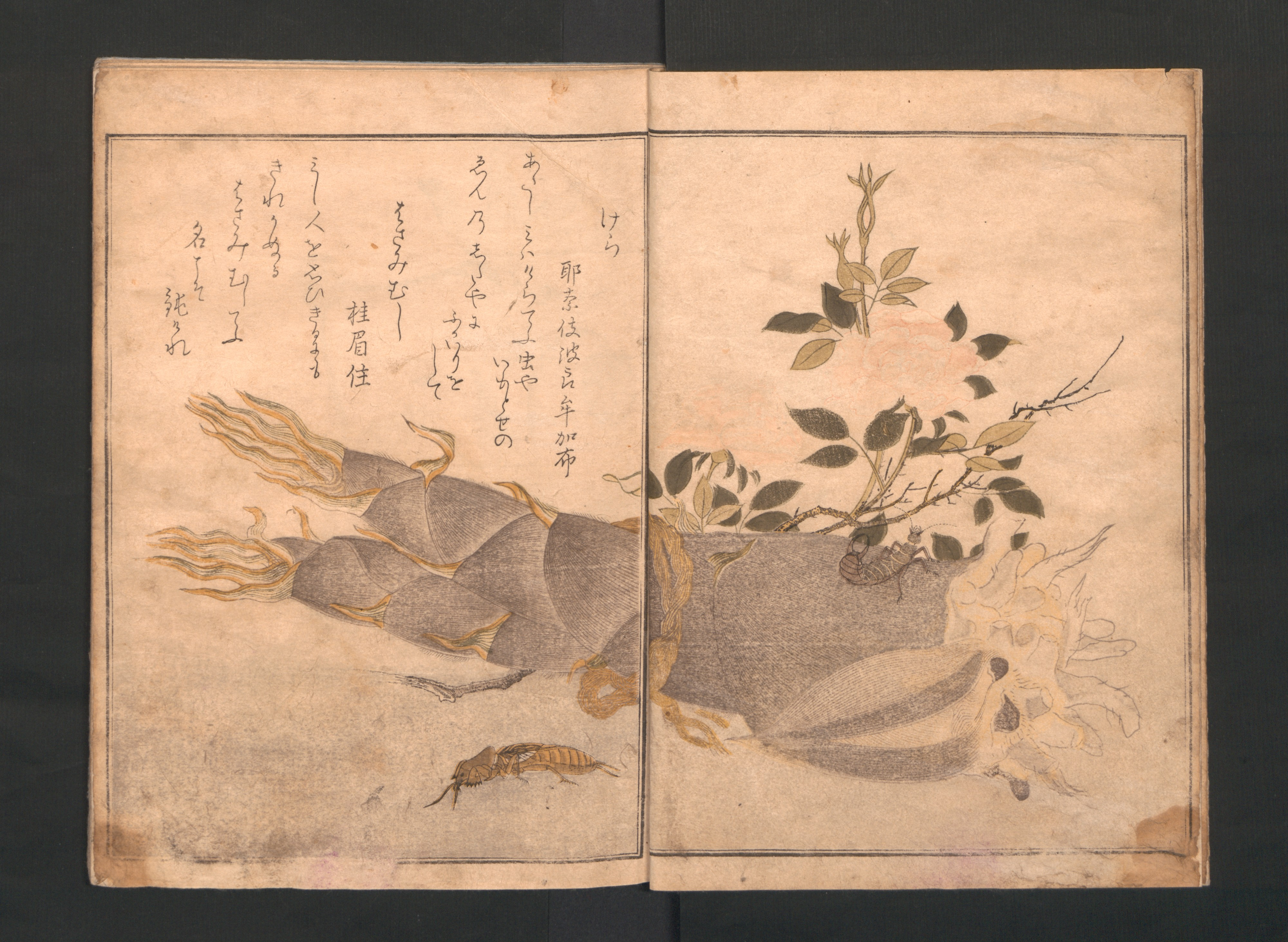
画本虫撰よりけらとはさみむし（喜多川歌麿）
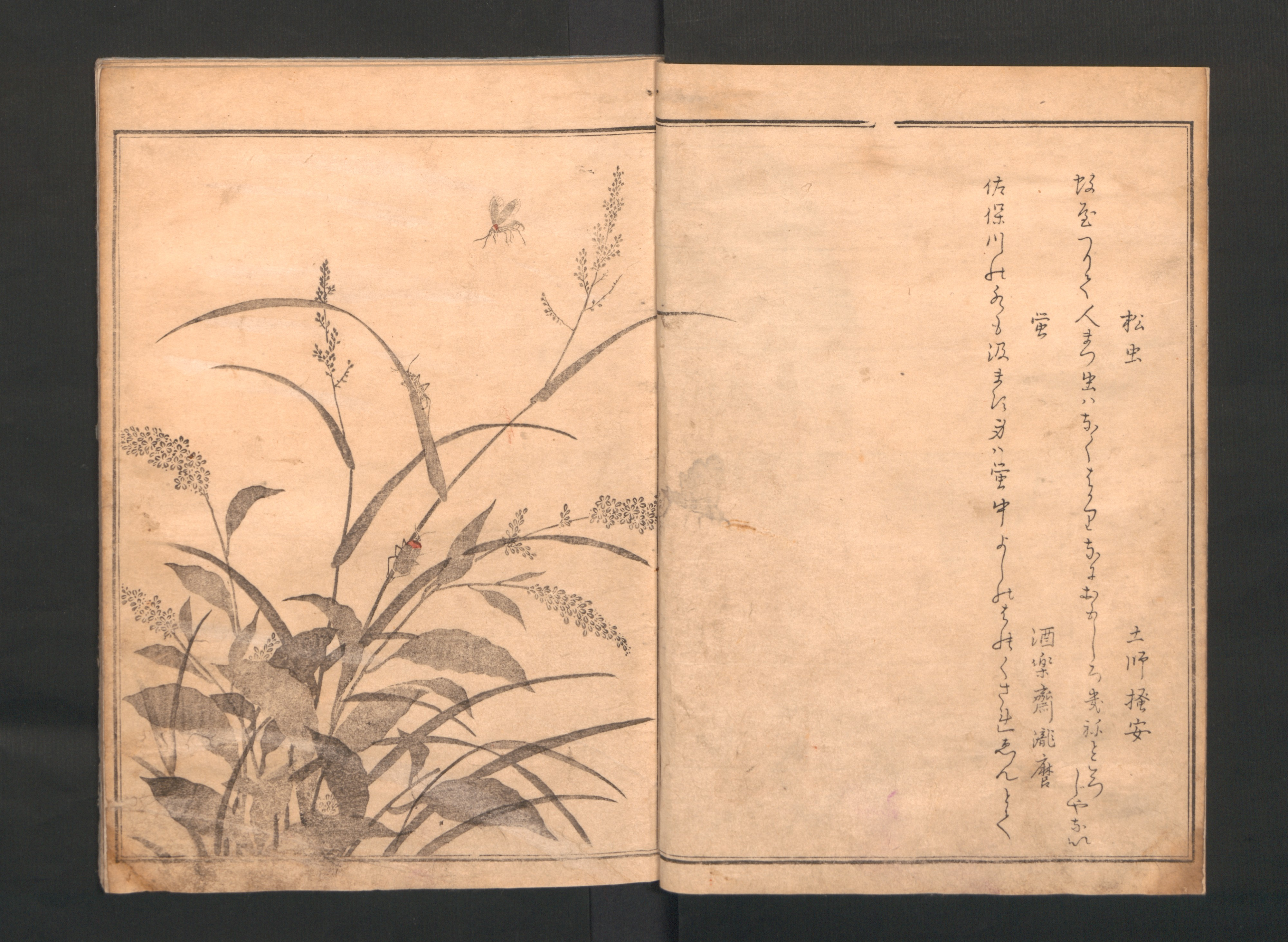
画本虫撰より松虫と蛍（喜多川歌麿）
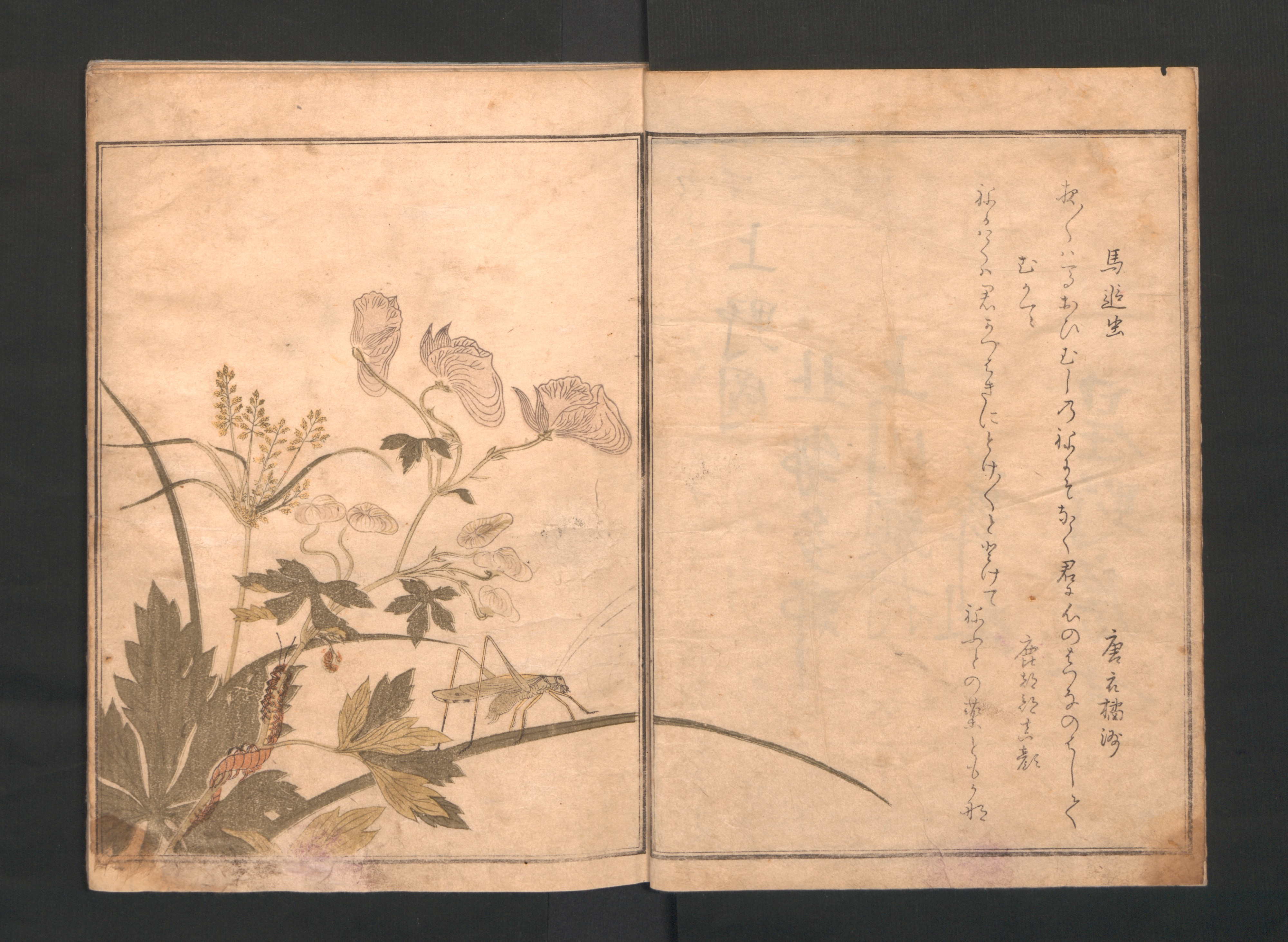
画本虫撰より馬追虫とむかで（喜多川歌麿）

### 名所
- 荒川区西日暮里の道灌山は、虫の音の名所として知られ、文人たちが楽しんだと言われている[60][61][62]。
- 大阪市阿倍野区松虫通の名前は謡曲「松虫」が由来と言われている[63][53]。
- 京都嵐山の華厳寺、通称「鈴虫寺」は1年中スズムシの鳴き声が聞けることで参拝者を集め、鈴虫の音色と聞く「鈴虫説法」を行う[33][64]。

### イベント
- 向島百花園（東京都）の「虫ききの会」は、江戸時代から毎年8月に行われる[65][66]。鳴く虫の展示、「日本鳴く虫保存会」による育て方教室、スズムシの放虫式などを行う[65][66]。
- 御岳山（東京都青梅市）の「カンタンをきく会」は、1960年から毎年9月に行われる[67][8]。カンタンのイベントは、高尾山薬王院（東京都八王子市）「鳴く虫の王様『カンタン』の声を聞く会」や[68]、東京都葛飾区「鳴く虫の女王『カンタン』と秋に鳴く虫を聴く会」などもある[69]。
- 掃部山公園（横浜市）の「西区虫の音を聞く会」は、1965年から毎年8月に行われる[70]。万灯が点灯するなか、野点や尺八の演奏、スズムシの販売などを行う[70][71]。

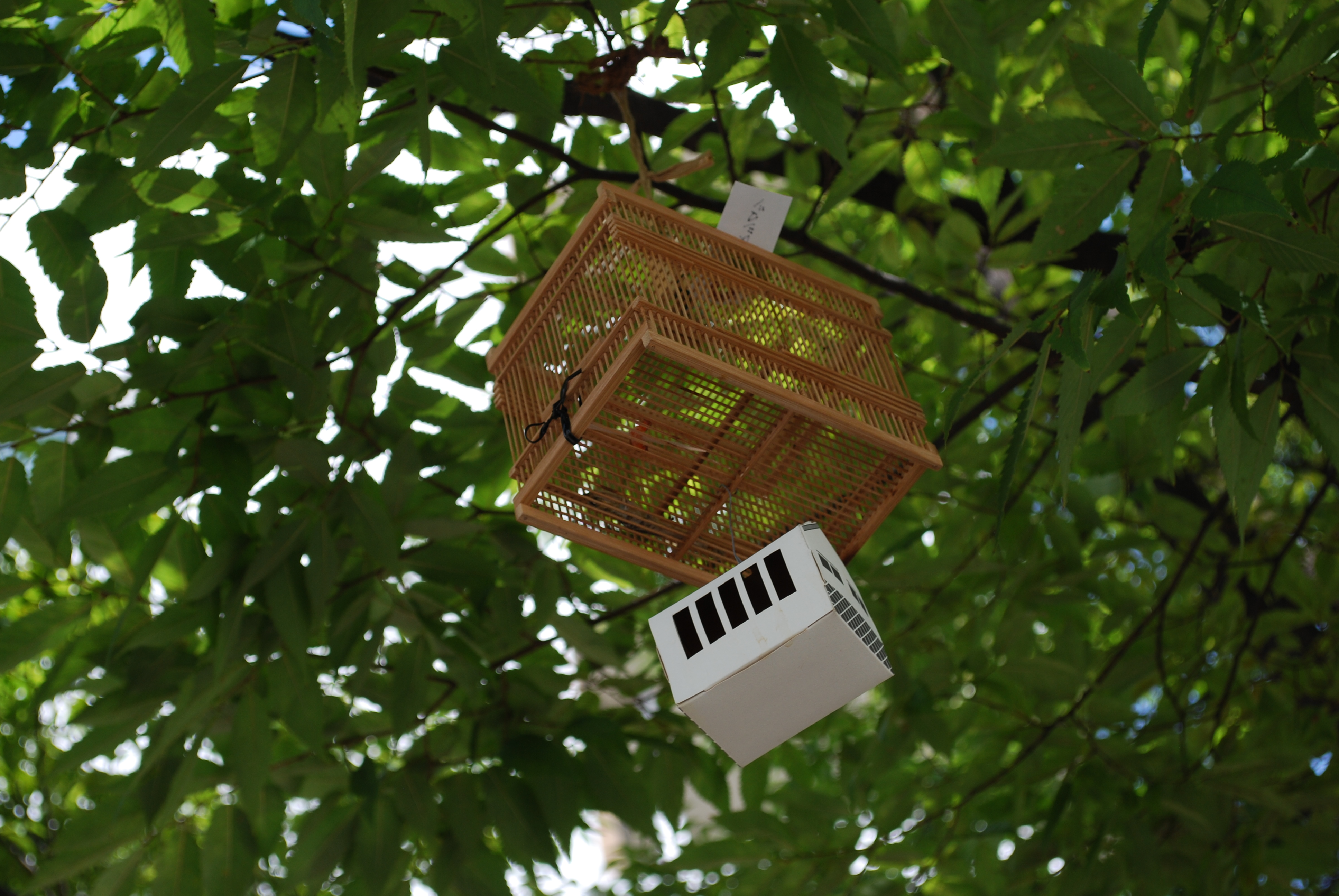
街路樹に吊るされた虫籠（兵庫県伊丹市、鳴く虫と郷町）

- 兵庫県伊丹市の「鳴く虫と郷町（ごうまち）」は、2006年から毎年9月に行われる[72][73]。イベント期間中は文化施設や商店街、街路樹などに約15種3,000匹の鳴く虫を展示する[73][74]。暗い酒蔵で虫の音を聴く「鳴く虫と暗蔵（アングラ）」、「鳴く虫プラネタリウム」、「鳴く虫と星見会」なども行う[75][76]。2015年に第6回「地域再生大賞」優秀賞を受賞した[77]。
- 自然系博物館や昆虫館などの秋の行事に「鳴く虫の観察会」を行うことが多い[33]。足立区生物園（東京都）の「鳴く虫night」は、2007年から毎年9月に行われ、鳴く虫鑑賞会や解説、飼育教室、コンサートなどを行う[78][79]。
- 東京都の小平市に本部がある「日本鳴く虫保存会」（1963 - ）では、年に1度、会員の飼育するカンタン、マツムシ、スズムシを対象とした「鳴く虫コンクール」を行う[33][34]。

## 世界の鳴く虫文化

### アジア

#### 中国
唐（618 - 907）の時代に長安ではセミが売られ、人々は虫籠に入れて窓際に吊るして鳴き声を楽しんだ。また、セミを持ち寄り声の長短を鳴き競わせる競技が発達した。1500年前の『詩経』には、コオロギが鳴くさまが描かれている。杜甫の五言律詩にもコオロギの鳴き声が出てくる。コオロギの鳴き声を楽しむ風習は8世紀中頃、唐の天宝時代に宮廷で始まった。またこの時代、のちの賭博としての闘蟋（とうしつ）も貴族の遊びとして始まる。現在でも、大都市の花鳥魚虫市場では、多種多様な容器と共にコオロギやキリギリス類など30種以上の虫が売られている。飼育容器は多種多様でヒョウタンや竹ヒゴ、陶土などを使い、変化に富んだ形のものを作り出している。また小さい携帯容器に入れた小型の鳴く虫を、ポケットに持ち歩きながら声を楽しむ習慣もある。
中国人には蝉の鳴き声は「知了(zhī liǎo、知っている)、知了(zhī liǎo、知っている)」と聞こえるため、蝉は「知了(zhī liǎo)」とも呼ばれている。「知了」は話し言葉として使われ、書道などでも季語として使われる。

#### その他
フィリピン、タイ、ベトナム、韓国、朝鮮でも鳴く虫を虫籠に飼う文化があるが、鳴く虫文化が盛んな中国や日本に比べて発達しなかった。

### ヨーロッパなど

#### ギリシャ
古代ギリシャの鳴く虫を飼う風習は、エピグラムから紀元前400年まで遡ることができる。紀元前282年頃にギリシャ語圏の詩人テオクリトスが書いた「牧歌」では虫籠を編むことが詠われている。2 - 3世紀の作家ロンゴスの小説『ダフニスとクロエー』や、他のギリシャ詩人の詩にもコオロギをペットして飼うことが語られている。ギリシャで1975年に使われていた虫籠が、ドイツの博物館に蒐集されている。

#### ドイツ
ドイツの鳴く虫文化の発祥は古い。1655年の木工芸取扱業者による販売品カタログに「コオロギの家」の項目がある。「コオロギの家」は小さな木造りの家で、いくつかの小窓があり、扉を開けて中に虫を閉じ込める。虫の姿形ではなく鳴き声を楽しむための虫籠であり、3-4つの部屋をもつ集合住宅では三重唱や四重奏を楽しむこともできた。18世紀末にはドイツ南部でコオロギの飼育が確立し、多くの町に「コオロギの家」を売る商人がいた。人々は籠を家の窓際に吊り下げて鳴き声を楽しんでいた。コオロギが生息しないドイツ北部では、鳴く虫としてヤブキリが飼われ、紙製の「ヤブキリの家」が売られていた。20世紀になる頃、ドイツの鳴く虫文化は急速に消滅していく。現在では「コオロギの家」はベルヒテスガーデンの民族博物館で展示、販売されている。オーストリアのザルツブルクやチロル地方でもコオロギが飼われていたが、20世紀後半にチロル州では動物保護協会により、「コオロギの家」の売買が禁止された。

#### イタリア

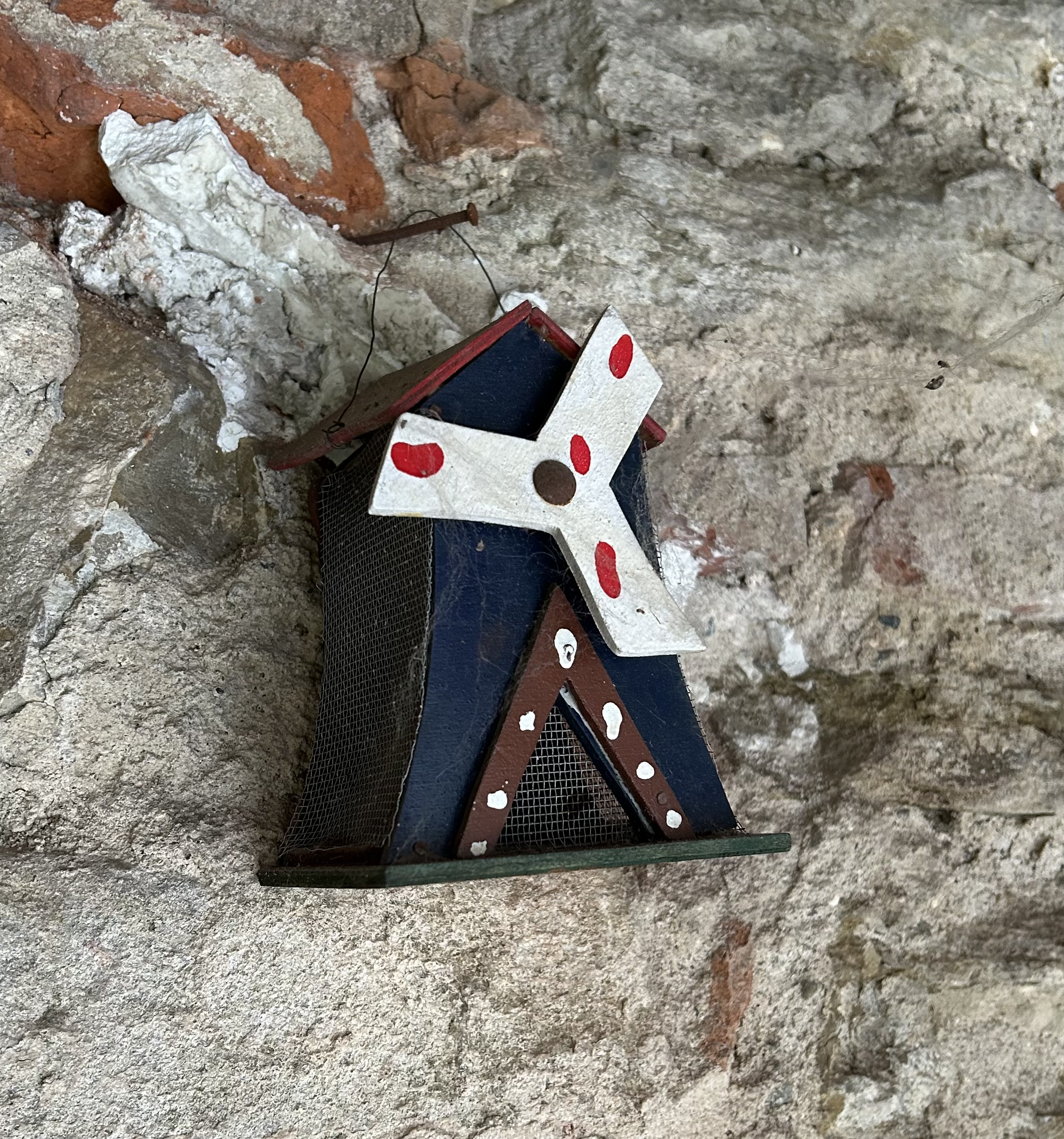
コオロギフェスタで販売された木造のコオロギの家（1995年頃、イタリア）

フィレンツェのコオロギフェスタ（Festa del grillo）は歴史があり有名である。毎年、昇天の日にカスチィーネ公園で行われ、コオロギを伝統的なカラフルな箱に入れて売っている。コオロギは幸せを運んでくると信じられ、人々は祭りで購入した虫籠を窓際に吊るしていた。しかし1999年にフィレンツェ市が動物保護のためコオロギの販売を禁止したため、現在では複製のコオロギを入れて販売している。

#### フランス
フランスの作家ロマン・ロラン（1866 - 1944）の『ジャン・クリストフ』では主人公が虫の音に聞き入り、感動する様子が描かれる。また、ジョスカン・デ・プレ（1440? - 1521）の世俗歌曲「コオロギは良い歌い手」など、コオロギやセミを歌った曲がいくつもある。
虫の音はフランスでは夏の風物詩であり、虫の音は「chant（歌）」という単語を使う。フランス語では動物が「鳴く」と言う動詞は鳴き声のオノマトペから細かく動詞化されており、虫の音にも一応鳴き声を表す動詞が作られているが、鳥に比べて関心が低い。セミは、北限があるため南フランスのみに生息し、南仏のシンボル的存在になっている。南仏のセミは日本のように色々な鳴き方はせず、ジージーと単調な声で鳴く。

#### イギリス
英国の詩人であるジョン・キーツの1819年の詩『Ode to Autumn』に「Hedge-crickets sing; and now with treble soft（コオロギが歌い、そして今、高音で柔らかく歌う）」という行がある。ジョン・キーツは1884年の詩『キリギリスとコオロギに寄せて(On the Grasshopper and Cricket)』でも、キリギリスとコオロギの鳴き声を「大地の歌」になぞらえている。『オックスフォード英語辞典』は、コオロギ「cricket」の説明として「バッタ目に属する足の短い昆虫。オスは特徴のある音楽のようなさえずる音を発する」と記述している。

#### アメリカ
ミズーリ州の夜の虫の合唱は、交響曲に例えられている。アメリカで使われるキリギリス科の通称「katydid」は、北米のキリギリスの鳴き声が「Katy Did. Katy Didn’t」と聞こえることに由来する。スーザン・クーリッジ（1835-1905）の『ケティ物語（What Katy Did）』ではキリギリスが「Katy Did. Katy Didn’t」とケイティがやったかやらなかったかを議論する様子が描かれる。映画「バッタ君町に行く」（1941年）では『KATY DID、KATY DID N'T』という曲が歌われる。
20世紀末に、文学、演劇、映画において、コオロギの鳴き声は静寂を表すようになった。特に集まった人々の集団が何の音も立てないことを意味する表現は、より説明的な「コオロギの鳴き声が聞こえるほど静かな」から、単に「完全な静寂」の略語として「コオロギ（Crickets）」と言うまでになった。

#### その他
スペインやポルトガルでは19世紀後半に、コオロギを籠に入れて歌を楽しんでいた。ミサの間に歌わせるように、教会でも飼われていた。アフリカではコオロギは、眠る際の音楽替わりとして高値で取引された。アフリカのある地方では、コオロギの歌には魔力があると信じられていた。アマゾン先住民は、キリギリス類を虫籠に入れて鳴き声を楽しむために飼い、この虫が「ターナー、ターナー」を鳴くことから「タナナ」と名付けている。

### 音楽

#### セミ類
- エマニュエル・シャブリエ（1841 - 1894、フランス）の歌曲「蝉」。ピアノで蝉の鳴き声を奏でる[13]。
- エルネスト・ショーソン（1855 - 1899、フランス）の「蝉」。蝉は王のように歌い続ける神のごとき存在だと歌う[13]。
- 中国トン族大歌「蝉の歌」[4]。
- ロード（Lorde）（1996 -、ニュージーランド）のアルバム『ソーラー・パワー』。セミの鳴き声をニュージーランドの夏を象徴するものと表現した[106]。
- ジャズミュージシャンで哲学教授のデヴィッド・ローゼンバーグ（1962 -、アメリカ）は、周期ゼミの大群やコオロギなどとセッションを行っている[107][108]。ローゼンバーグは2006年にロンドンで開催された昆虫をテーマにする芸術祭「Pestival」でこのプロジェクトを開始した[109][110]。

#### バッタ目
- ジョスカン・デ・プレ（1440? - 1521、フランス）の世俗歌曲「コオロギは良い歌い手」は、コオロギの鳴き声を模す[13][4]。
- トマス・モーリー（1557 - 1603、イギリス）の小曲「コオロギ」[13]。
- シャルル＝ヴァランタン・アルカン（1813 - 1888、フランス）の夜想曲第4番「こおろぎ」は、ピアノでコオロギの鳴く音を奏でる[13]。
- ヴィンチェンツッオ・ビッリ（1869 - 1938）のイタリア民謡「こおろぎは歌う」[13]。
- マルセル・アモン（1929 -、フランス）の『コオロギのシャンソン』は、コオロギと一緒に楽しくお喋りをする様子を歌う[111]。
- 韓国の童謡「コオロギの歌合戦」[13]。
- マルコス・ヴァーリ（1943 -、ブラジル）のボサノバ「コオロギはアナマリアのために歌う」[112][113]。
- ビートルズの「ユー・ネヴァー・ギヴ・ミー・ユア・マネー」には、次曲「サン・キング」へのつなぎにコオロギの鳴き声が収録されている[114]。
- ビリー・ジョエルの「グッドナイト・サイゴン〜英雄達の鎮魂歌」には、曲の前後にコオロギの鳴き声が収録されている[115]。
- 睡眠用BGMやスマートフォンの睡眠用アプリに、コオロギやキリギリスの鳴き声が使われている[116][117]。

### 文学、演劇、映像

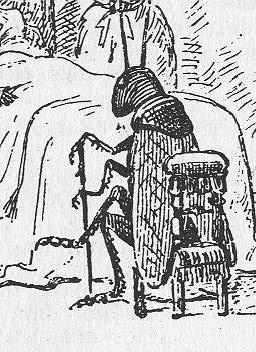
『ピノッキオの冒険』のしゃべるコオロギ

コオロギやキリギリスは小説や児童書の主要な登場人物として登場し、『イソップ寓話』の「アリとキリギリス」（元は「アリとセミ」）ではヴァイオリンを持って描かれる。1845年のチャールズ・ディケンズの小説『Cricket on the Hearth』の「Chirps」というセクションは、囲炉裏で鳴くコオロギが家族の守護天使となる物語である。1883年のカルロ・コッローディの児童書『ピノッキオの冒険』は、「Il Grillo Parlante（しゃべるコオロギ）」をキャラクターの一つとしている。ディズニーの「ピノキオ」では、コオロギのジミニー・クリケットは歌と口笛が上手という設定である。チェコアニメのコオロギくんシリーズ『コオロギくんとバイオリン』（1978年）などは、ヴァイオリンが得意なコオロギが主人公である。
ベトナム映画『青いパパイヤの香り』では少女がコオロギの鳴き声を愛でている。映画『悲しみよこんにちわ』では少女が「虫の音を聴いているの」と言う。

## 虫の音と雑音、騒音

### 母語の違いによる虫の音の反応
1978年に、角田忠信の『日本人の脳 脳の働きと東西の文化』が出版されるとベストセラーになり、「日本人には虫の声が聞こえ、外国人には雑音として聞こえる」という説が広く知れ渡った。角田の説が発表されたのは1966年のインドの耳鼻咽喉科学会の雑誌であり、その後は学術雑誌にツノダテストによる実験研究は発表されていない。角田は、日本語母語話者は虫の音や川のせせらぎなど自然音を、言語を処理する左脳で聞き、非日本語母語話者は雑音を処理する右脳で聞くとする。しかしこの角田の説を導いた独自の実験手法は不明瞭で再現性がなく、1981年に行われた検証実験でも否定されている。雑誌『科学朝日』1990年3月号で立花隆は、脳画像測定装置において日本人と西洋人との脳機能に違いは見出せなかったという実験結果を紹介し、角田の説が脳の専門家の間で支持されていない状況について言及した。これに対して『科学朝日』1990年6月号に角田からの反論が掲載され、続く7月号、8月号にも論争が掲載された。1990年代にfMRI（磁気共鳴機能画像法）やPET（陽電子放出断層撮影）により、リアルタイムに脳の活動を調べることが可能になったが、日本人だけが左脳で虫の音を聞くことを証明した研究はない。角田の説は科学的な手続きや検証を十分経たものではなく、現在、支持する脳科学者はほとんどいないが、日本人は自然音への異なる感性を持つという神話は、広く一般に浸透している。
『「左脳・右脳神話」の誤解を解く』（化学同人）でこの件を取り上げた八田武志は、「日本人の脳神話」を育てたのはメディアと受け手の双方であるとする。検証なくメディアが発信する「科学情報」は、誤りが指摘されても修正されることなく、世代交代して再び目新しい情報として取り上げられる。受け手は、メディアが取り上げた「科学情報」を確かめることなく真実として受け取り、雑談の場で知的な話題として披露し蓄積されていく。

### 認知の違いによる虫の音の反応
日本人を対象とした2007年の研究で、音の評価に関して地域の文化差があり、聴きなれない虫の鳴き声は雑音に聞こえるため、カンタンの鳴き声をうるさいと感じる人もいた。鳴いている虫について知っている、あるいは聞いたことがある馴染みの音だと、快適感や親和感を感じるという。全国的に多く生息している虫も地域や種類により鳴き方が変わるため、自分の地域の知っている音だとより快適に感じると考えられる。

### セミの鳴き声の地域差
東京と大阪の市街地ではセミの種類構成が異なるため、「大阪のセミは東京のセミよりうるさい」と言われる。東京では「アブラゼミ」（70 - 80dB）と「ミンミンゼミ」が多く、大阪の市街地では「クマゼミ」（80 - 90dB）が多い。近年、クマゼミは関東にも広まっている。日本の主なセミの鳴き声と分布（生息域）は、アブラゼミ「ジリジリ」（北海道 - 屋久島）、ミンミンゼミ「ミーンミン」（北海道 - 九州）、クマゼミ「シャッシャッ」（関東以南の本州 - 沖縄）、ニイニイゼミ「チーーーー」（北海道 - 沖縄）、ツクツクボウシ「オーシツクツク」（北海道 - トカラ列島）、ヒグラシ「カナカナカナ」（北海道 - 奄美）であり、地域によって勢力地図が異なる。

### 周期ゼミ
カナダとアメリカには、13年または17年ごとに大量発生する周期ゼミがいる。周期ゼミはすべてMagicicada属に属し、体長は2-4cmと小さい。北アメリカでは毎年どこかの地域でセミが大発生し、当たり年には数十億匹が現れる。ある地域では1エーカー（約64m四方）当たり最大で150万匹のセミが発生し、騒音が問題になっている。

### ハバナ症候群
2016年、キューバの首都ハバナでアメリカとカナダの外交官が体調不良を訴える「ハバナ症候群」が報告された。病気の原因は未だ不明だが、地区に生息するコオロギの鳴き声を原因とする説がある。研究者は「この種はコオロギの中でも羽をふるわせる速度が最も速く高音で鳴くため、不慣れな人は不快に感じるかもしれない」と話している。